# Guido Rocco
Guido Rocco (Napoli, 26 novembre 1886 – 2 maggio 1959) è stato un politico e diplomatico italiano.

## Biografia
Cugino del ministro  di grazia e giustizia Alfredo Rocco.
Addetto consolare, poi vice-console e console in varie località straniere, fu uno degli esperti delle delegazioni italiane presso la Società delle Nazioni, consigliere di legazione a Parigi e a Berlino. Partecipò alla conferenza navale di Londra e alla conferenza del disarmo. Fu quindi
ministro plenipotenziario a Praga, protagonista di varie missioni all'estero.
Dal 1936 fu direttore generale per i servizi della stampa estera al ministero della Stampa e della Propaganda e poi della Cultura Popolare. 
Divenuto ambasciatore, il 26 luglio 1943 fu nominato ministro della cultura popolare nel I governo Badoglio. Suo compito principale fu quello di mantenere inalterata la censura sulla stampa, tanto che i maggiori direttori dei quotidiani romani inviarono l'11 agosto una lettera di protesta direttamente al maresciallo Badoglio.
Il 15 agosto 1943 Badoglio decise di sostituire Rocco nell'incarico con Carlo Galli.
Il 6 settembre 1943 fu nominato ambasciatore in Turchia e suo compito fu quello di stabilire i primi contatti ufficiali tra Italia ed Unione Sovietica dall'inizio delle ostilità, contatti che portarono poco dopo al riconoscimento ufficiale reciproco. Lo restò fino al 1945.